# Afrarchaea lawrencei
Afrarchaea lawrencei is een spinnensoort uit de familie Archaeidae. De soort komt voor in Zuid-Afrika.